# Renton (Washington)
Renton ist eine Stadt in King County im Bundesstaat Washington, Vereinigte Staaten. Beim Census 2020 wurden 106.785 Einwohner gezählt. Die Stadt stellt eine principal city der Metropolregion Seattle dar.

## Geografie
Die Stadt Renton umfasst 17,3 mi² (44,8 km²), davon sind 0,3 mi² (0,8 km²) Gewässer, wobei der Cedar River die größten Anteil an der Wasserfläche hat.

### Geografische Lage
Die Stadt liegt circa 21 km südöstlich von Seattle am südöstlichen Ufer des Lake Washington.

### Nachbargemeinden
| Seattle | Newcastle                                   | Issaquah     |
| Tukwila | Kompassrose, die auf Nachbargemeinden zeigt |              |
| Kent    |                                             | Maple Valley |

### Klima
|                       | Jan   | Feb   | Mär   | Apr  | Mai  | Jun  | Jul  | Aug  | Sep  | Okt  | Nov   | Dez   |   |         |
| Mittl. Tagesmax. (°C) | 8     | 11    | 13    | 16   | 19   | 22   | 25   | 26   | 22   | 17   | 11    | 8     | ⌀ | 16,5    |
| Mittl. Tagesmin. (°C) | 2     | 2     | 4     | 6    | 8    | 11   | 13   | 13   | 11   | 7    | 4     | 2     | ⌀ | 6,9     |
|                       |       |       |       |      |      |      |      |      |      |      |       |       |   |         |
| Niederschlag (mm)     | 134,6 | 113,5 | 103,6 | 72,9 | 52,3 | 44,2 | 22,4 | 30,5 | 44,4 | 85,6 | 153,9 | 147,6 | Σ | 1.005,5 |

| 2 |

| 2 |

| 4 |

| 6 |

| 8 |

| 11 |

| 13 |

| 13 |

| 11 |

| 7 |

| 4 |

| 2 |

| 2 |

| 2 |

| 4 |

| 6 |

| 8 |

| 11 |

| 13 |

| 13 |

| 11 |

| 7 |

| 4 |

| 2 |

| N i e d e r s c h l a g | 134,6 | 113,5 | 103,6 | 72,9 | 52,3 | 44,2 | 22,4 | 30,5 | 44,4 | 85,6 | 153,9 | 147,6 |
|                         | Jan   | Feb   | Mär   | Apr  | Mai  | Jun  | Jul  | Aug  | Sep  | Okt  | Nov   | Dez   |

## Geschichte
Renton wurde in den 1860'ern von Erasmus M. Smithers gegründet, der in der Umgebung von Renton Kohle entdeckte. Für die Gebiete um Newcastle, in denen Kohle abgebaut wurde, war Renton ein wichtiger Versorgungsstützpunkt.
Am 6. September 1901 wurde Renton als Stadt offiziell gegründet. Zu dieser Zeit waren Holz und Kohle die wichtigsten Wirtschaftszweige.
Bedingt durch die Nähe zu Lake Washington und die Flüsse Cedar River und Black River wurde Renton regelmäßig überschwemmt. 1916 verringerte sich die Gefahr von Überflutungen durch die Eröffnung des Lake Washington Ship Canal. Durch den Bau des Kanals wurde der Wasserspiegel im Lake Washington gesenkt, der Cedar River wurde in den Lake Washington umgeleitet. Der Black River trocknete aus.

### Einwohnerentwicklung
Beim United States Census 2010 wurde mit Stand vom 1. April 2010 90.927 Einwohner gezählt.
Während des Zweiten Weltkrieges nahm die Bevölkerungszahl in Renton stark zu. Grund hierfür war vor allem der Bau der B-29 Superfortress Bomber durch Boeing im Werk Renton.
| 1880 | 200    |
| 1890 | 406    |
| 1900 | 412    |
| 1910 | 2740   |
| 1920 | 3301   |
| 1930 | 4062   |
| 1940 | 4488   |
| 1950 | 16039  |
| 1960 | 18453  |
| 1970 | 26686  |
| 1980 | 30612  |
| 1990 | 41688  |
| 2000 | 50052  |
| 2010 | 90927  |
| 2020 | 106785 |

## Politik

### Bürgermeister
Derzeitiger Mayor der Stadt Renton ist Armondo Pavone. 
Er trat sein Amt am 7. Januar 2020 an.

### Städtepartnerschaften
Renton hat zwei aktive Städtepartnerschaften.
- Nishiwaki, Japan
- Cuautla, Mexiko

## Kultur und Sehenswürdigkeiten
Im Norden von Renton befindet sich das Trainings Center der Seattle Seahawks, Virginia Mason Athletic Center, das im August 2008 eröffnet wurde. Mit ca. 76900 m² Gesamtfläche ist das VMAC das zweitgrößte Trainingslager in der NFL.

## Wirtschaft und Infrastruktur

### Boeing-Werk
Im Boeing-Werk Renton werden die Boeing-737-Verkehrsflugzeuge endmontiert. 
Das Boeing-Werk produzierte in den 1970er-Jahren Tragflügelboote der Pegasus-Klasse.

### Übersicht/weitere Unternehmen
In Renton sind mehrere weitere große Industriebetriebe ansässig. Paccar, einer der größten Nutzfahrzeughersteller in den USA, ist in Renton vertreten. Neben Wizards of the Coast und Classmates.com sind mehrere Dotcom-Firmen im Southgate Office Park ansässig. Nennenswerte Einzelhändler sind u. a. IKEA und Fry’s Electronics.

### Größte Arbeitgeber
| Unternehmen                     | Anzahl Arbeitnehmer |
| ------------------------------- | ------------------- |
| Boeing                          | 13.169              |
| Valley Medical Center           | 1.877               |
| Renton School District          | 1.448               |
| Federal Aviation Administration | 1.400               |
| Renton Technical College        | 858                 |
| City of Renton                  | 819                 |
| Providence Health & Services    | 815                 |
| Paccar                          | 714                 |
| ER Solutions                    | 521                 |
| Walmart                         | 322                 |

### Verkehr
Renton liegt an mehreren wichtigen Straßen. Interstate 5 westlich und Interstate 90 nördlich von Renton werden durch Interstate 405 erschlossen. In südlicher Richtung verbindet State Route 167 Renton mit Kent, Auburn und Puyallup.
Den Öffentlichen Personennahverkehr übernehmen King County Metro und Sound Transit Express Busse.
Der Renton Municipal Airport (RNT/KRNT) in Renton verfügt über eine 1640 Meter lange Start- und Landebahn. Der Flughafen wird unter anderem von Boeing, United States Customs and Border Protection und diversen Lufttaxi- und Charter-Unternehmen genutzt.

### Bildung
Der Renton School District bietet Schulen für alle Schulklassen von Kindergarten bis 12th Grade an. Renton Technical College wurde 1942 eröffnet und bietet verschiedene Associate Degrees und Abschlusszertifikate in technischen Berufsfeldern an.

### Wirtschafts- und Stadtentwicklung
Renton entwickelte sich von Industriestandort zu einem Standort, der auch für Big-Box-Einzelhändler wie IKEA sowie für Bundesbehörden interessant ist. Die Federal Aviation Administration eröffnete 2007 eine Zweigstelle, ebenso die Federal Reserve Bank in 2008.
Seit 1996 wurde in der Innenstadt seitens der Stadtverwaltung und privater Investoren stark investiert. Unter anderem wurde ein neues Transit Center in Zusammenarbeit mit King County Metro Transit erstellt. In unmittelbarer Nähe zum Transit Center wurden mehrere kombinierte Wohn- und Gewerbebauten in einem Mischgebiet erstellt.
Im Stadtteil South Lake Washington entstand „The Landing“. Insgesamt 880 Wohnungen sind vorhanden, sowie diverse Einzelhändler, Restaurants und andere Gewerbebetrieben wurden angesiedelt. The Landing wird als urbanes Dorf vermarktet, bedingt durch die Nähe zu vielen Geschäften und Dienstleistern.

## Persönlichkeiten

### Söhne und Töchter der Stadt
- George Stigler (1911–1991), Ökonom
- David Wayne (1914–1995), Film- und Theaterschauspieler
- Mimi Gibson (* 1948), Schauspielerin
- Ernie Janet (* 1949), ehemaliger American-Football-Spieler der University of Washington, Chicago Bears, Philadelphia Eagles Green Bay Packers
- David Riske (* 1976), MLB player for the Baltimore Orioles
- Jacob Young (* 1979), Schauspieler
- Emily Rose (* 1981), Schauspielerin
- Alvin Snow (* 1981), Basketballspieler
- Allison Falk (* 1987), Fußballspielerin
- Dave B (* 1992), Hip-Hop-Musiker
- Ryan Malgarini (* 1992), Schauspieler
- Jeff Seid (* 1994), Bodybuilder
- Zach LaVine (* 1995), aktueller NBA-Basketballspieler bei den Chicago Bulls
- Matthew Meredith (* 2000), Basketballspieler

### Persönlichkeiten, die vor Ort gewirkt haben
- Jimi Hendrix (1942–1970), Gitarrist und Sänger, wurde im Greenwood Memorial Park begraben
- Ann Rule, Autorin
- Sean Kinney (* 1966), Schlagzeuger der Band Alice in Chains wuchs in Renton auf
- Tim Lincecum (* 1984), Major League Baseball Pitcher der San Francisco Giants wuchs in Renton auf
- Brandon Roy (* 1984), NBA Basketballspieler der Portland Trail Blazers[13]
- Clint Eastwood (* 1930), Schauspieler und Regisseur, arbeitete 1949, 1950, und 1953 als Rettungsschwimmer in Kennydale Beach[14]